# Studenec, Sevnica
Studenec je naselje v Občini Sevnica.